# Peter Wust

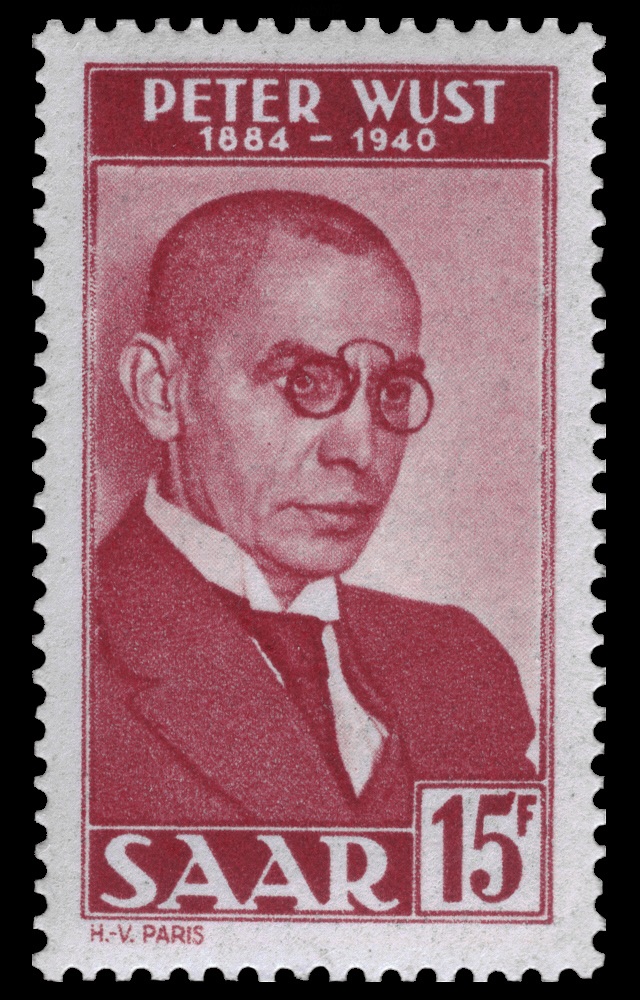
10. Todestag von Peter Wust, Briefmarken-Jahrgang 1950 des Saarlandes

Peter Wust (* 28. August 1884 in Rissenthal; † 3. April 1940 in Münster) war ein deutscher christlicher Existenzphilosoph.

## Leben
Er wurde als erstes von elf Kindern in Rissenthal geboren, heute ein Ortsteil von Losheim am See, im Kreis Merzig-Wadern im Saarland. Sein Vater, ein Siebmacher, hatte nur wenig Geld. Peter Wust besuchte zunächst die einklassige Volksschule seines Heimatortes, dann das Friedrich-Wilhelm-Gymnasium in Trier. Seine Eltern hofften, er würde katholischer Priester werden, stattdessen entschloss er sich nach dem 1907 ablegten Abitur zum Studium anderer Fächer.
Ab 1907 studierte Wust in Berlin und Straßburg Germanistik, Anglistik und Philosophie. Nach dem Staatsexamen in Deutsch, Englisch und später in Philosophie heiratete er die aus dem saarländischen Püttlingen gebürtige Katharina Müller. Er war darauf als Lehrer in Berlin, Neuss, Trier und Köln tätig, bevor er 1914 an der Universität Bonn promovierte. In Neuss und Trier wurden seine drei Kinder Benno, Else und Lieselotte („Lotti“) geboren.
Unter dem Einfluss Max Schelers näherte sich Wust, der anfangs überzeugter Neukantianer war, dem entstehenden christlichen Existenzialismus. 1920 veröffentlichte er Die Auferstehung des Metaphysischen. Bei diesem Wandel spielten auch die Kontakte mit dem Renouveau catholique eine Rolle. 1928 machte Wust in Paris u. a. die Bekanntschaft mit Jacques Maritain, der ihm besonders nahestand, Georges Bernanos, Léon Bloy, Paul Claudel und Nikolai Berdjajew. Sein Buch Mysterium Crucis hat eine der führenden Figuren der deutschen liturgischen Bewegung, Johannes Pinsk, unter anderen Wust gewidmet.
1930 wurde er überraschend als Professor für das Fach Philosophie an die Westfälische Wilhelms-Universität in Münster berufen, ohne habilitiert zu sein oder über Lehrerfahrung zu verfügen. Fast gleichzeitig mit Heidegger entwarf er seine Philosophie um die menschliche Existenz, doch Wusts Philosophie blieb von katholischer Prägung. Nach dem Machtantritt Hitlers betätigte er sich während des Nationalsozialismus im kirchlichen Widerstand. Er plante eine kulturelle Offensive des deutschen Katholizismus. Seine Philosophie zielte auf die kulturelle Einheit Europas im Zeichen allein des katholischen Glaubens. Er sah Europa von Reformation und Aufklärung „unterwühlt“, wandte sich scharf gegen den Bolschewismus und deutete die Weltwirtschaftskrise als Folge des Verrats an der christlichen Kultur.
Im Austausch mit der Existenzphilosophie und philosophischen Anthropologie und vor dem Hintergrund der klassischen Metaphysik sieht Wust das Entscheidende des Menschen in seiner ‚Insecuritas‘-Situation, in prinzipieller Ungesichertheit des Menschen, die auf den verschiedensten Ebenen wie Wissenschaft, Philosophie und Religion aufgewiesen wird. Sie eröffnet den Raum, in dem der Mensch sich erst wirklich realisieren kann im Raum endlicher Freiheit, die aber immer auch den Wagnischarakter menschlichen Seins bedeutet.
Seit 1938 litt Peter Wust an Oberkieferkrebs und starb 1940 im Alter von 55 Jahren, so dass er noch den Anfang des Zweiten Weltkrieges erlebte. Am 18. Dezember 1939, wenige Monate vor seinem Tod, schrieb er einen „Abschiedsbrief“ an seine Studenten, in dem er ihnen noch ein Μετανοεῖτε. (deutsch: „Denkt/Kehrt um!“) zuruft.

„Und wenn Sie mich nun fragen sollten, bevor ich gehe und endgültig gehe, ob ich nicht einen Zauberschlüssel kenne, der einem das letzte Tor zur Weisheit des Lebens erschließen könne, dann würde ich Ihnen antworten: ‚Jawohl‘ – Und zwar ist dieser Zauberschlüssel nicht die Reflexion, wie Sie es von einem Philosophen vielleicht erwarten möchten, sondern das Gebet. Das Gebet als letzte Hingabe gefasst, macht still, macht kindlich, macht objektiv.“

## Rezeption
Die 1982 gegründete Peter-Wust-Gesellschaft hat sich die Pflege des geistigen Erbes von Peter Wust zur Aufgabe gemacht. Aus Anlass des 20-jährigen Bestehens der Peter-Wust-Gesellschaft wurde im Jahr 2002 vom saarländischen Kultusminister Jürgen Schreier eine von Rudolf Engel geschaffene Skulptur Ungewissheit und Wagnis enthüllt. Sie ist benannt und thematisch ausgerichtet nach dem gleichnamigen Hauptwerk von Peter Wust.
An Wusts Geburtshaus in Rissenthal ist eine Gedenkplakette angebracht. Heute sind unter anderem die Peter-Wust-Schule in Münster, das Peter-Wust-Gymnasium in Wittlich, die Peter-Wust Gemeinschaftsschule in Püttlingen und das Peter-Wust-Gymnasium in Merzig sowie Straßen in verschiedenen Orten, so in Münster, in Merzig, seinem Heimatort Rissenthal und Trier-Heiligkreuz nach ihm benannt. Die Peter-Wust-Gesellschaft verleiht jährlich den „Kleinen Peter-Wust-Preis“ an eine Abiturientin/einen Abiturienten der beiden Gymnasien im Saarland und in Rheinland-Pfalz.
Seit 1975 wird der Peter-Wust-Preis an Persönlichkeiten verliehen, „die sich durch ihr wissenschaftliches oder künstlerischer Werk oder durch ihr privates oder öffentliches Engagement um die Verwirklichung des christlichen Selbst- und Weltverständisses im Sinne Peter Wusts verdient gemacht haben“ (Statut der Peter-Wust-Gesellschaft). Bis 2011 wurde der Preis alle zwei Jahre durch die Katholische Akademie Trier und die Christliche Erwachsenenbildung Merzig verliehen, u. a. an Eugen Biser, Bernhard Vogel und Klaus Töpfer. Seit 2015 wird der Preis durch die Peter-Wust-Gesellschaft und die Theologische Fakultät Trier verliehen, 2015 an Alois Glück, 2018 an Hanns-Josef Ortheil und 2023 an Melanie Wolfers SDS.
Zu denjenigen, die sich heute noch intensiv mit dem Denken von Peter Wust beschäftigen, gehört Werner Schüßler, Professor für Philosophie an der Theologischen Fakultät Trier. Er ist auch Begründer und zusammen mit Marc Röbel Herausgeber der Reihe "Edition Peter Wust" im LIT Verlag, Münster, in der er u. a. gemeinsam mit Werner Veauthier (†) 2002 Wusts Hauptwerk „Ungewissheit und Wagnis“ in einer neuen Bearbeitung herausgegeben hat.

## Schriften (Auswahl)
- Auferstehung der Metaphysik. 1920.
- Rückkehr aus dem Exil. 1926.
- Wiederbegegnung von Kirche und Kultur in Deutschland. München 1927.
- Dialektik des Geistes. 1928.
- Naivität und Pietät. 1925.
- Der Mensch und die Philosophie. 1934. Neuauflage LIT, Berlin 2014, ISBN 978-3-643-12212-4.
- Ungewissheit und Wagnis. 1937. Neuauflage, 5. Aufl. LIT, Münster 2019, ISBN 978-3-643-14529-1.
- Gestalten und Gedanken. 1940.
- Abschiedswort. 1940. Neuauflage, 3. Aufl. LIT, Berlin 2010, ISBN 978-3-8258-0698-9.
- Gesammelte Werke. hrsg. von Wilhelm Vernekohl. Bd. I–X, Regensberg-Verlag, Münster 1963–1969.